# Spie Nucléaire
Spie Nucléaire est une entreprise française du secteur de l'industrie nucléaire, filiale de la Société parisienne pour l'industrie électrique (Spie).

## Histoire
En 2006, Spie crée Spie Nucléaire pour rassembler ses compétences nucléaires en ingénierie et services, électromécanique, génie climatique, assainissement et démantèlement nucléaire.
En juin 2011, Spie rachète Reyes Industries, filiale du groupe Reyes présente sur les marchés de l’industrie et du nucléaire. Spie Nucléaire récupère alors l'activité nucléaire de Reyes Industries, ce qui lui permet de se renforcer dans les métiers de l’électricité et du contrôle-commande, et de s'implanter dans la vallée du Rhône. Puis en juillet 2011, Spie rachète ATMN (Assistance technique maintenance et nettoyage) , entreprise spécialisée dans la maintenance mécanique et le nettoyage industriel dans les secteurs de la pétrochimie et de la production d'électricité.

## Filiales

### Spie Den
Spie Démantèlement et Environnement Nucléaire (Spie Den) est une entreprise française d'ingénierie et d'études techniques, filiale de Spie Nucléaire.
L’entreprise de sous-traitance du nucléaire Spie Den intervient sur tous les sites nucléaires d’EDF et notamment les centrales de Cattenom, Fessenheim, Penly et Cruas. Les 400 salariés de Spie Den sont spécialisés dans la radioprotection et s'occupent notamment de la décontamination des locaux.

## Controverses
Les entreprises telles qu'EDF préfèrent passer par des sous-traitants tels que la Spie Den pour leurs besoins d'entretien et de décontamination de leurs sites nucléaires. Cependant, le nombre d'accidents est deux fois plus élevé pour les sous-traitants, qui ne bénéficient pas des mêmes conditions de travail que les employés d'EDF.
En mai 2010, des salariés de Spie Den de la centrale nucléaire de Penly sont en grève pour réclamer des meilleures conditions de rémunération et plus de reconnaissance. En avril 2012, des salariés de Spie Den sont une nouvelle fois en grève dans les centrales de Cattenom, de Fessenheim, du Bugey, de Cruas et Centraco. Ils réclament une amélioration de leurs conditions de travail, des augmentations de salaires, et que l'ancienneté soit reconnue pour les prestataires qui travaillent pour EDF. Cette grève aboutit 8 jours plus tard à l'obtention pour les employés de la revalorisation des primes des petits et grands déplacements, du travail posté le dimanche et la création d’une prime de nuit. Le 25 juin 2015, une nouvelle grève est lancée par les employés de l'usine de Centraco qui réclament de meilleures conditions de travail, ainsi que de meilleurs salaires.